# I Feel Alive
"I Feel Alive" er en sang fremført af den Israelske sanger Irmi Ziv som rpræsenterede Eurovision Song Contest 2017. Sangen opånede en 23. plads

## Eksterne kilder og henvisninger
| Musik | Spire Denne musikartikel er en spire som bør udbygges. Du er velkommen til at hjælpe Wikipedia ved at udvide den. |